# Woods of Ypres
Woods of Ypres est un groupe de blackened doom metal canadien, originaire de Windsor, en Ontario. Formé en 2002, il comprend à l'origine trois membres : David Gold, Aaron Palmer, et Brian McManus. Cette formation changera et verra passer plus de 20 membres, et le groupe se délocalisera à Toronto entre 2003 et 2007, et à Sault-Sainte-Marie entre 2008 et 2011. David Gold, le seul et unique membre permanent, décède en décembre 2011, juste avant la sortie de l'album Woods 5: Grey Skies and Electric Light, qui remportera un Juno Award en 2013 dans la catégorie d'« album hard/metal de l'année ».

## Biographie

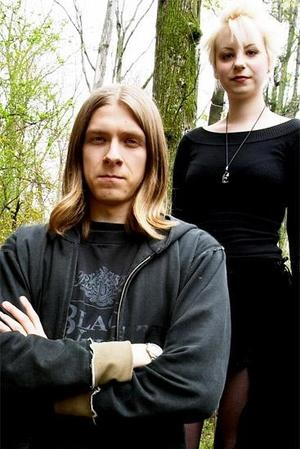
Woods of Ypres.

Woods of Ypres est formé à Windsor, en Ontario, en 2002 par David Gold, Aaron Palmer, et Brian McManus. Le trio publie sa première démo Woods of Ypres, Against the Seasons: Cold Winter Songs from the Dead Summer Heat, la même année. Après le départ de McManus durant l'année, Woods of Ypres devient un quintet accompagné de nouveaux membres. Ce même décembre, David Gold emménage à Toronto pour travailler sur un premier album. Après le départ du chanteur Chris Jones, David le remplace au chant et à la guitare. En 2004, leur premier album, Pursuit of the Sun & Allure of the Earth, est publié au label de David Gold, Krankenhaus Records.
Le troisième album des Woods of Ypres, Woods III: The Deepest Roots and Darkest Blues, est publié à la fin 2007. Différent des deux précédents albums, la critique Laura Taylor écrit que « même si Pursuit of the Sun rappelle le Pink Floyd metallisé, le dernier opus des Woods s'oriente plus vers du black et dark metal. » En 2008, le groupe pose en couverture du Unrestrained! Magazine.
Après une halte en Corée du Sud, David Gold délocalise son groupe à Sault-Sainte-Marie en 2008, où il s'unit avec le groupe de metal local Gates of Winter pour former le sextuor de Woods of Ypres. Après plusieurs changements de formation, le groupe enregistre son quatrième album, Woods IV: The Green Album, l'année suivante. Publié en novembre 2009, Exclaim! le considère comme « la créature la plus amorphe et puissante du groupe. »
Woods of Ypres joue son dernier concert à Richmond le 9 juin 2011. Après le départ de Shane et Evan Madden, David Gold et Joel Violette enregistre le dernier album du groupe, Woods 5: Grey Skies and Electric Light en août aux Beach Road Studios de Goderich, en Ontario.
Le 21 décembre 2011, David Gold meurt à l'âge de 31 ans, dans un accident de voiture près de Barrie. Les membres survivants de Woods of Ypres décident de s'engager dans le groupe Thrawsunblat.

## Membres

### Dernier membres
- David Gold — batterie (2002-2004, 2005-2008), guitare, chant (2004-2011, décédé en 2011)
- Joel Violette — guitare, basse (2010–2011)
- Brendan Hayter — basse (2011)
- Rae Amitay — batterie (2011)

### Anciens membres
- Brian McManus — guitare, chant (2002)
- Aaron Palmer — basse, chant (2002–2003)
- Robin Cross — chant (2002-2003)
- Dustin Black — guitare (2003)
- Colin Wysman — guitare (2003)
- Chris Jones — chant (2003–2004)
- Steve Jones — guitare (2003–2004)
- Jordan Buryj — guitare (2003–2004)
- Connor Sharpe — basse (2003–2004)
- Mark Beshai — guitare (2004)
- Jessica Rose — claviers (2004–2007)
- Adam Wathan — guitare (2005)
- Dan Hulse — basse, chant  (2005–2007)
- Chris « Mezz » Mezzabotta — batterie (2005)
- Shawn Stoneman — guitare (2007)
- Evan Madden — batterie (2008–2011)
- Lee Maines — guitare (2008)
- Brian Holmes — claviers (2008)
- Steve Furgiuele — basse (2008–2009)
- Bryan Belleau — guitare (2008–2010)
- Shane Madden — basse (2009–2011)

## Discographie

### EP
- 2002 : Against the Seasons: Cold Winter Songs from the Dead Summer Heat (Krankenhaus Records, Night Birds Records)

### Albums studio
- 2004 : Pursuit of the Sun & Allure of the Earth (Krankenhaus Records)
- 2008 : Woods III: The Deepest Roots and Darkest Blues (Krankenhaus Records)[9]
- 2009 : Woods IV: The Green Album (Practical Art Records, Earache Records)
- 2012 : Woods 5: Grey Skies and Electric Light (Earache Records)

### Autres
- 2009 : Independent Nature 2002-2007 (compilation ; Krankenhaus Records)
- 2009 : Allure of the Earth (Krankenhaus Records)
- 2011 : Home (Practical Art Records)